# Émile van Arenbergh
Émile Van Arenbergh (15. května 1854 Lovaň – 3. ledna 1934 Ixelles) byl belgický básník. Jeho dílo pozůstává především ze sonetů.

## Život
Vystudoval právo na Lovaňské univerzitě a v roce 1880 se stal tajemníkem tamější Literární společnosti. V roce 1883 se stal advokátem, později byl smírčím soudcem v Diestu, Anderlechtu a v Ixelles.
Protože měl rád historii, napsal dva životopisy, přičemž předmětem jeho zájmu se stali Juan de Austria a Karel V. Dále publikoval básně v Journal des Beaux-Arts a v La Jeune Belgique a podílel se na Parnasse de la Jeune Belgique. Měl velký vliv na novou generaci belgických básníků. Jeho samého ovlivnil francouzsko-kubánský básník José-María de Heredia.
V roce 1908 obdržel belgický Řád Leopoldův a v roce 1921 se stal členem Francouzské akademie.

## Dílo
- Don Juan d'Autriche (1889), životopis Juana de Austria
- Charles Quint (1900), životopis Karla V.
- Carillons (1904)
- Mes Médailles (1921)